# 古典芸能への招待
古典芸能への招待（こてんげいのうへのしょうたい）は、NHK Eテレが2011年度に放送を開始したテレビ番組である。

## 概要
2011年度より放送時間が縮小されたNHKの古典芸能関連番組を補完するために設けられた特別番組である。2013年度からは放送枠を移動し、毎月最終日曜に放送される（同枠の他の週は「クラシック音楽館」）。

## 放送日時
2013年度 -
NHK Eテレ：毎月最終日曜 21:00 - 23:00（時間拡大あり）
2011年度 - 2012年度
NHK Eテレ：土曜午後、日曜午後（随時編成、『Eテレフリーゾーン』）

## 司会・案内役
- 古谷敏郎 （2022年4月 - ）

## 放送リスト
1. 2011年05月01日：歌舞伎「伊賀越道中双六」
2. 2011年06月18日：竹本源大夫・鶴澤藤蔵 襲名披露「口上」、文楽「源平布引滝」
3. 2011年07月17日：狂言「木六駄」和泉流、能「鉄輪」喜多流
4. 2011年08月28日：歌舞伎「江戸の夕映」
5. 2012年01月02日：厳島観月能「融」喜多流
6. 2012年01月28日：能「自然居士」金剛流、狂言「菓爭」大蔵流
7. 2012年02月19日：歌舞伎「口上・菅原伝授手習鑑・寺子屋」
8. 2012年03月03日：第26回NHK能楽鑑賞会 一調一声「三井寺」、狂言「文山立」、能「船弁慶」
9. 2012年05月19日：歌舞伎 六代目中村勘九郎襲名「口上、土蜘」
10. 2012年07月07日：文楽「桂川連理柵」
11. 2012年07月14日：狂言「金岡・大納言」和泉流、能「恋重荷」観世流
12. 2012年09月09日：歌舞伎 市川猿之助襲名披露「口上、黒塚、楼門五三桐」
13. 2012年10月27日：狂言「通円」和泉流、仕舞「通小町」宝生流、独吟「大原御幸」宝生流、能「雷電」宝生流
14. 2012年12月08日：歌舞伎「時今也桔梗旗揚」
15. 2013年01月27日：狂言「東西迷」、仕舞「忠度」、能「黒塚」
16. 2013年02月24日：狂言「棒縛」、仕舞「笠之段」、能「桜川」

## 関連番組
- にっぽんの芸能
- NHK講談大会
- NHK東西浪曲大会
- NHK古典芸能鑑賞会